# Denis M. Hurley
Denis Michael Hurley (ur. 14 marca 1843 w Limerick w Irlandii, zm. 26 lutego 1899 w Hot Springs) – amerykański polityk, członek Partii Republikańskiej.

## Działalność polityczna
W okresie od 4 marca 1895 do śmierci 26 lutego 1899 przez dwie kadencje był przedstawicielem 2. okręgu wyborczego w stanie Nowy Jork w Izbie Reprezentantów Stanów Zjednoczonych.